# Sabina Guzzanti
Sabina Guzzanti (Roma, 25 luglio 1963) è un'imitatrice, comica, cabarettista, attrice, autrice televisiva, conduttrice televisiva, scrittrice e regista italiana.

## Biografia
Figlia del giornalista Paolo Guzzanti (ex parlamentare socialista, di Forza Italia e poi de Il Popolo della Libertà) e di Germana Antonucci, trisnipote del sismologo Corrado Luigi Guzzanti e sorella maggiore di Corrado Guzzanti e di Caterina Guzzanti, dopo la maturità classica al liceo Orazio di Roma, si diploma all'Accademia nazionale d'arte drammatica, nel 1985.

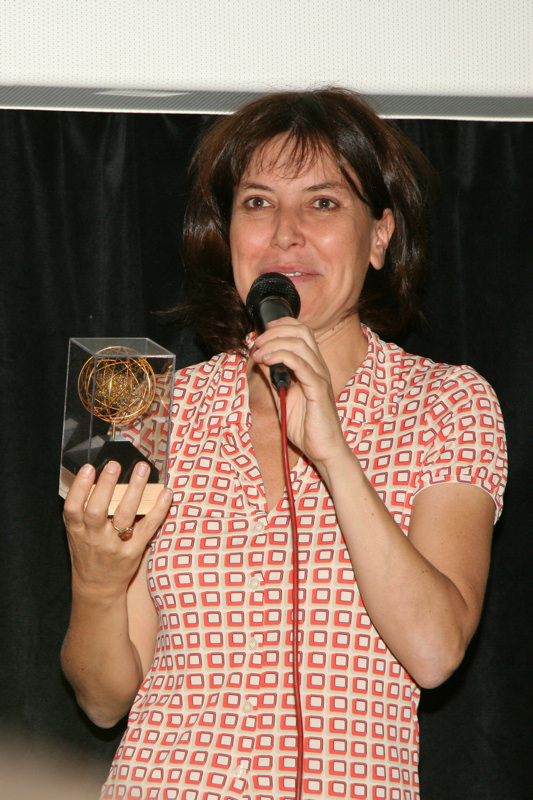
Sabina Guzzanti ritira il premio Brian, 2007.

### Attività televisiva
L'esordio in tv risale al 1987 con il programma Proffimamente non stop di Enzo Trapani, su Rai 1. L'anno successivo fa parte del cast di Matrjoska, programma censurato e trasformato in uno dal titolo emblematico L'araba fenice, di Antonio Ricci, su Italia 1 e prende parte alla Sit-com Ovidio con Maurizio Costanzo, su Canale 5.
La notorietà arriva negli anni novanta con La TV delle ragazze e altri programmi di satira presentati da Serena Dandini (Scusate l'interruzione, Tunnel e Avanzi, tutti su Rai 3), nei quali proponeva una memorabile imitazione della pornodiva Moana Pozzi e le celebri imitazioni di Massimo D'Alema e di Silvio Berlusconi.
Nel 1995 Sabina Guzzanti partecipa in gara al Festival di Sanremo presentando il brano Troppo sole con La Riserva Indiana, un gruppo variegato di personaggi noti del mondo della televisione e della politica, quali Sandro Curzi, Nichi Vendola, Mario Capanna, Antonio Ricci, Daria Bignardi, Remo Remotti, Ermete Realacci, Chicco Testa, Marco Giusti, David Riondino, Orsetta De Rossi, Paolo Pietrangeli, Bruno Voglino e Milo Manara. Il brano, che porta il titolo del film omonimo di Giuseppe Bertolucci interpretato dalla Guzzanti l'anno precedente, si classifica in diciottesima posizione su venti canzoni. Nel frattempo continua la sua carriera televisiva con programmi come Pippo Chennedy Show, La Posta del Cuore e L'ottavo nano, tutti su Rai 2.
Dopo una pausa, nel novembre 2003 torna in televisione con la trasmissione Raiot - Armi di distrazione di massa, di nuovo su Rai 3. Dopo la prima puntata, la Guzzanti viene querelata da Mediaset per «gravissime menzogne e insinuazioni». I vertici della Rai sospendono la trasmissione. L'attrice convoca una conferenza-stampa per sollevare il caso, ma quando la presidente Rai Lucia Annunziata comunica che il programma può continuare, la società di produzione del programma replica di non poter accettare le nuove condizioni richieste (consegnare la registrazione con sette giorni di anticipo per permettere i controlli legali).
La querela è stata poi archiviata dalla magistratura che ha giudicato infondate le accuse di Mediaset, in quanto i fatti raccontati erano veri. Le frasi incriminate riguardavano la contestatissima legge Gasparri sul riordino delle TV (una su tutte: «Rete 4 è abusiva») e un breve excursus della carriera imprenditoriale di Silvio Berlusconi. Nonostante ciò, da allora la Guzzanti ha vissuto una sorta di ostracismo e poi di allontanamento volontario dalla televisione, dedicandosi maggiormente al cinema, al teatro e ad altri mezzi di comunicazione.
Nel corso dell'edizione 2008 del programma Annozero, condotto da Michele Santoro è apparsa a sorpresa riproponendo alcune delle sue imitazioni più celebri. Nel 2012 la Guzzanti torna in televisione con un suo programma su LA7 intitolato Un due tre stella. Sempre sulla rete di Urbano Cairo, nel 2016, in concomitanza con la nuova stagione di Piazzapulita, torna in tv con il TGPorco, rubrica satirica già apparsa sul web. L'inserto satirico che sarebbe dovuto andare avanti fino a giugno, ma è stato invece interrotto a dicembre nonostante i buoni ascolti e il gradimento del pubblico.

### Cinema
Protagonista de I cammelli nel 1988 e di Troppo sole nel 1994 (in cui interpreta 13 personaggi diversi), per la regia di Giuseppe Bertolucci. In seguito interpreta il personaggio di Monica in Cuba Libre - Velocipedi ai tropici nel 1997, sceneggiato e diretto da David Riondino. Nel 1998 è attrice e regista del cortometraggio Donna selvaggia. Nel 2002 dirige il suo primo lungometraggio, Bimba - È clonata una stella, prodotto e distribuito dalla Medusa Film.
Nel 2005 produce, scrive e dirige il film-documentario Viva Zapatero!, presentato in anteprima alla Mostra Internazionale d'Arte Cinematografica di Venezia dove viene accolto dal pubblico in sala con 12 minuti di applausi. Il film denuncia la poca libertà d'informazione in Italia con il contributo di comici di satira italiani ed europei e ottiene un grande successo di pubblico. Presentato anche al Tribeca Film Festival, al Sundance Film Festival e al Festival Internazionale del cinema di San Sebastián, nel 2006 vince il Nastro D'Argento come miglior documentario e la 28ª edizione del Festival italiano del cinema di Villerupt (ex aequo con Sotto il sole nero di Enrico Verra).
Nel 2007 presenta alla Mostra internazionale d'arte cinematografica di Venezia il suo secondo lungometraggio, Le ragioni dell'aragosta.
A maggio 2010 esce Draquila - L'Italia che trema, del quale Sabina Guzzanti è ancora una volta produttrice, autrice e regista. Il film è presentato Fuori Concorso al Festival di Cannes il 13 maggio 2010 e ha ottenuto un buon successo in sala.
Nel 2014 torna sugli schermi cinematografici con La trattativa, presentato alla 71ª Mostra internazionale d'arte cinematografica di Venezia. Il film ha come tema centrale la negoziazione tra lo Stato italiano e Cosa nostra avvenuta nei primi anni novanta. Proiettato il 14 novembre al Parlamento il film trova una distribuzione alternativa in tutta Italia su richiesta diretta di gruppi di cittadini e di scuole medie e superiori.

### Internet
Nel giugno 2015 crea una nuova webserie satirica: TG PORCO: informazione e vendetta. La Guzzanti interpreta in questa web serie tanti personaggi per rappresentare il pessimo stato di salute del mondo dell'informazione in Italia offrendo allo spettatore diversi punti di vista. La giornalista in studio Venezia Cartolani, l'inviata aggratis Mara Ventura, la fuffologa Ezia De Mita, la sindacalista della ULA (Unione Lavoratori Aggratis) Zzazzetti e l'agente della CIA Madison sono solo alcuni dei personaggi emersi durante le due stagioni prodotte. Tra le imitazioni troviamo Maria Elena Boschi, Massimo D'Alema, Giorgia Meloni, Debora Serracchiani, Matteo Salvini, Virginia Raggi, Daniela Santanchè e Lucia Annunziata.
Le prime 8 puntate della prima stagione sono state un momento di pura sperimentazione insieme al Web strategist Michele Maffei e i Graphic designer Valentino De Petro e Gianni Laudati. Le successive 10 puntate della seconda serie sono state finanziate dagli utenti attraverso una campagna di raccolta fondi sul sito produzioni dal basso, centinaia di persone hanno versato circa 21.000 euro in soli 90 giorni. Il gruppo editoriale di Fan Page ha co-finanziato 6 puntate. Le puntate sono andate in onda sui canali social di Sabina Guzzanti e sulla piattaforma Youmedia. La terza serie (13 puntate) è andata in onda su LA7 all'interno del programma televisivo Piazzapulita ideato e condotto da Corrado Formigli. La quarta serie (4 puntate) è stata finanziata con una nuova raccolta fondi di 10.000 euro su produzione dal basso ed è stata pubblicata sui canali social dell'artista. L'ultima serie è stata prodotta da L'Editoriale Il Fatto S.p.A ed è andata in onda sulla piattaforma televisiva web Loft Archiviato il 3 novembre 2017 in Internet Archive. fra ottobre e novembre 2017.

### Impegno politico

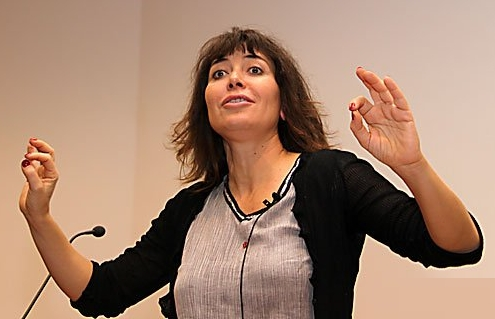
Sabina Guzzanti nel 2008

La Guzzanti ha sostenuto con forza la raccolta di firme per la legge d'iniziativa popolare (un'idea di Tana De Zulueta, Verdi) sul sistema dell'informazione televisiva: Nuove norme in materia di disciplina del sistema delle comunicazioni audiovisive e sulla concessionaria del servizio pubblico radiotelevisivo. La proposta di legge constava di 10 articoli e aveva lo scopo di sostenere e garantire il pluralismo dell'informazione avendo sempre come punti di riferimento gli articoli 2, 3, 21 della Costituzione Italiana. Tra i numerosi sostenitori dell'iniziativa: Enzo Biagi, Angela Finocchiaro, Dario Fo, Dacia Maraini, Alfonso Pecoraro Scanio con tutto il partito dei Verdi, Elio Veltri, Giovanni Valentini e l'associazione Articolo 21.
L'8 luglio 2008, a Piazza Navona, partecipa alla manifestazione "No Cav Day" contro i provvedimenti del governo Berlusconi IV in materia di giustizia, insieme a Marco Travaglio, Paolo Flores d'Arcais, Andrea Camilleri, Umberto Eco, Pancho Pardi, Antonio Di Pietro, Furio Colombo, Rita Borsellino, Beppe Grillo, Moni Ovadia, Ascanio Celestini ed esponenti dei girotondi. Polemizza sul ruolo della Chiesa cattolica in Italia, sull'operato del Primo Ministro Silvio Berlusconi e sulla nomina a Ministro di Mara Carfagna, citando un giornale argentino che parla di un presunto scandalo a sfondo sessuale in cui quest'ultima e il premier sarebbero coinvolti. I toni forti usati dall'attrice ("gli ha succhiato l'uccello") accendono polemiche che dominano la scena del dibattito mediatico sulla manifestazione, lasciando in secondo piano i temi principali della stessa.
Per le Elezioni politiche in Italia del 2013 ha dichiarato di votare il SEL di Nichi Vendola. Nel novembre 2014, durante la presentazione in parlamento del suo film-documentario La trattativa ha mostrato apprezzamenti verso M5S, definendolo «l'unica occasione di speranza in parlamento». Per le Elezioni politiche in Italia del 2018 ha annunciato l'intenzione di voto per la lista di sinistra Potere al Popolo!, formazione nata dall'unione di collettivi e alcune formazioni di sinistra extraparlamentare.

### Controversie
Durante uno spettacolo satirico del 2002 in cui faceva l'imitazione della giornalista Oriana Fallaci, parodiandone le posizioni sull'Islam e sulla Guerra in Iraq, suscitò polemiche la risposta data a uno spettatore, che le aveva gridato: «Che ti venga un cancro»: Sabina Guzzanti rispose improvvisando «Già m'è venuto e ti venisse anche a te e alla tu' mamma». Fallaci, dopo un servizio del TG5 di Enrico Mentana che diede risalto all'episodio, replicò: «Giovanotta, essendo una persona civile io le auguro che il cancro non le venga mai. Così non ha bisogno di quell'esperienza per capire che sul cancro non si può scherzare». Nel libro La forza della ragione, Fallaci definì poi Guzzanti «un'imitatrice senza intelligenza e senza civiltà» e «un'oca crudele che mi impersona con l'elmetto in testa e deride la mia malattia».
Negli anni successivi Guzzanti ha spiegato più volte la vicenda, chiarendo di essere intervenuta al monologo al social forum di Firenze in segno di solidarietà perché la Fallaci aveva pesantemente insultato i partecipanti. «Mentre recitavo un tizio fra il pubblico completamente ubriaco, cominciò a urlare: "che ti venisse un cancro" riferendosi alla Fallaci di cui facevo la parodia. Io ho risposto qualcosa tipo: "io già ce l'ho, che venisse a te e a tua sorella" tanto per farlo stare zitto e ho continuato a recitare», specificando che i contenuti del monologo «riguardavano ovviamente le posizioni della Fallaci sull'Islam e non riguardavano ovviamente la sua malattia».
Nel 2012, durante lo scandalo del cosiddetto "Madoff dei Parioli",, in cui alle vittime venivano promessi investimenti finanziari redditizi che invece terminavano in perdite enormi, Sabina Guzzanti denuncia i truffatori e si costituisce parte civile.

### Procedimenti giudiziari

#### Accuse di vilipendio nei confronti del Papa
L'11 settembre 2008 si apprende dalle maggiori testate giornalistiche che Sabina Guzzanti è iscritta nel registro degli indagati, assieme a Maurizio Crozza, per presunta satira contro il Papa durante la manifestazione No Cav Day contro il governo, tenutasi il precedente 8 luglio a piazza Navona. La Guzzanti è accusata di vilipendio nei confronti di un capo di Stato estero, perseguibile secondo procedura con l'autorizzazione del Ministro della giustizia; Angelino Alfano, ministro allora in carica, comunica in data 18 settembre 2008 che non concederà l'autorizzazione a procedere nei confronti della Guzzanti, spiegando così la propria decisione: «Nonostante il parere favorevole sulla procedibilità ho deciso di non concedere l'autorizzazione ben conoscendo lo spessore e la capacità di perdono del Papa».

#### Condanna per diffamazione nei confronti di Mara Carfagna
Nel frattempo anche la ministra alle Pari Opportunità Mara Carfagna cita in giudizio, civile e non penale, Sabina Guzzanti per presunte ingiurie a sfondo sessuale da lei ricevute durante il No Cav day (la Guzzanti, parlando di Berlusconi, aveva detto: «Non puoi mettere alle Pari opportunità una che ti ha succhiato l'uccello»), chiedendo un risarcimento di un milione di euro di danni, affermando che li devolverà, in caso di vittoria, alle donne vittime di violenza. Il 9 ottobre 2012 la Guzzanti viene condannata al risarcimento di 40.000 euro alla ex ministra. La Guzzanti pubblica un post sul suo sito web, ammettendo di aver perso il freno della lingua, ma ribadendo che nominare una donna, nota solo per essersi mostrata seminuda in televisione, ministro delle pari opportunità era una provocazione inaccettabile.

### Orientamento religioso
La Guzzanti si dichiara buddista, aderente alla Soka Gakkai: "Io pratico il buddismo da vent'anni e tutto quello che c'è di bello e di importante nella mia vita è legato al buddismo".

## Filmografia

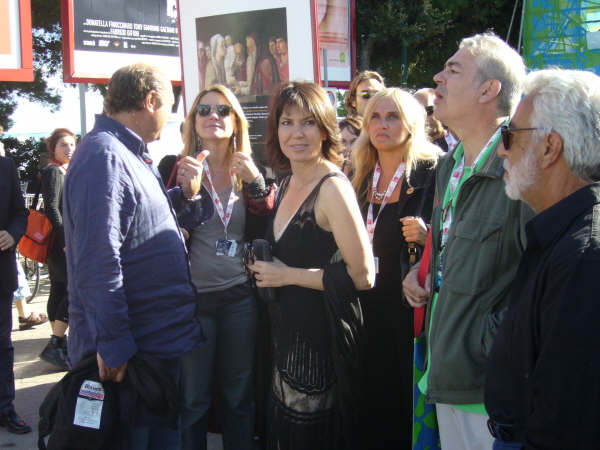
Sabina Guzzanti alla 64ª Mostra internazionale d'arte cinematografica di Venezia per la presentazione del film Le ragioni dell'aragosta

### Attrice
- I ragazzi di via Panisperna, regia di Gianni Amelio (1988)
- I cammelli, regia di Giuseppe Bertolucci (1988)
- Night Club, regia di Sergio Corbucci (1989)
- Affetti speciali, regia di Felice Farina (1989)
- La cattedra, regia di Michele Sordillo (1991)
- Troppo sole, regia di Giuseppe Bertolucci (1994)
- Cuba libre - Velocipedi ai tropici, regia di David Riondino (1997)
- Donna selvaggia, regia di Sabina Guzzanti (1998) - cortometraggio
- Bimba - È clonata una stella, regia di Sabina Guzzanti (2002)
- Viva Zapatero!, regia di Sabina Guzzanti (2005) - documentario
- Le ragioni dell'aragosta, regia di Sabina Guzzanti (2007)
- Draquila - L'Italia che trema, regia di Sabina Guzzanti (2010) - documentario
- Franca, la prima, regia di Sabina Guzzanti (2011) - documentario
- La trattativa, regia di Sabina Guzzanti (2014) - documentario
- Spin Time - Che fatica la democrazia!, regia di Sabina Guzzanti (2021) - documentario

### Sceneggiatrice e regista
- Donna selvaggia (1998) - cortometraggio
- Bimba - È clonata una stella (2002)
- Viva Zapatero! (2005) - documentario
- Le ragioni dell'aragosta (2007)
- Draquila - L'Italia che trema (2010) - documentario
- Franca, la prima (2011) - documentario
- La trattativa (2014) - documentario
- Spin Time - Che fatica la democrazia! (2021) - documentario

## Teatro

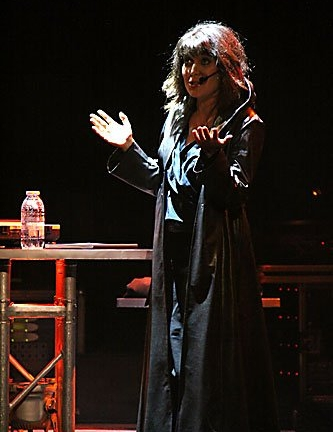
Sabina Guzzanti, Vilipendio tour

I suoi spettacoli teatrali, di natura satirica, sono una carrellata di personaggi della politica e dello spettacolo, imitati con bravura e perfidia, cui la Guzzanti alterna brevi monologhi e intermezzi musicali.
- Il tempo restringe regia di Sabina Guzzanti (1987) - Spettacolo teatrale d'esordio di Sabina Guzzanti. Nel suddetto spettacolo Sabina propone una galleria di personaggi, di sketch in cui si evidenzia la caricatura del pressappochismo di figure che appaiono qua e là nel piccolo schermo. Si alternano sul palcoscenico un'improbabile psicologa, una maga che parla di amori di provincia e oroscopi, una suora consolatrice di solitudini, una speaker radiofonica e una rockstar[30].
- Il fidanzato di bronzo regia di Sabina Guzzanti (1988)
- I mondi bassi regia di Sabina Guzzanti (1989)
- Con fervido zelo regia di Sabina Guzzanti (1990) - Priscilla, una donna indecisa su tutto, entrando in una stanza per rispondere al telefono, si ritrova in uno scenario surreale. La sua alter ego le propone un confronto con donne illustri della storia: Giovanna D'Arco, Edith Piaf, Elisabetta I, Virginia Woolf, Rita Levi Montalcini, Isadora Duncan. Attraverso le eroine citate, Priscilla trova la forza per superare i piccoli ostacoli quotidiani[31].
- Non io Sabina e le altre regia di Giorgio Tirabassi (1994)

Monologo di un'ora e mezza che propone lo stile di ironica convention "Forza Italia" essendo nell'era di Berlusconi in cui lo stesso viene interpretato con un doppiopetto blu, alternato a personaggi già conosciuti al pubblico dell'artista quali: la giornalista che monta i servizi e i contributi dell'immaginaria convention, la maga Tatiana, la casalinga, la rockstar Matilde, la psicologa della Usl, la suora, la speaker radiofonica, la scrittrice, la tossicodipendente, l'allora presidente della Camera Irene Pivetti e un omaggio a Moana Pozzi appena scomparsa.

- L'assoluto naturale di Goffredo Parise, regia di Federico Tiezzi (1998)
- Recital regia di Sabina Guzzanti (2001)
- Giuro di dire la Varietà regia di Paola Galassi (2002)

Spettacolo scritto a quattro mani con Curzio Maltese e della durata di due ore nelle quali l'artista racconta la situazione italiana dall'informazione, alla politica, alla televisione che sforna starlette ignoranti, senza dimenticare l'Annunziata, Ferrara, D'Alema e Berlusconi. Una satira intelligente che oltre alla risata offre spunti di riflessione e lascia un filo di malinconia.

- Giuro di dire la Varietà 2 regia di Giorgio Gallione (2003)
- Reperto Raiot regia di Giorgio Gallione (2004-2005)
- Vilipendio Tour regia di Sabina Guzzanti (2008-2009)
- Sìsìsì...Oh sì regia di Giorgio Gallione (2011-2012)
- Come ne venimmo fuori regia di Giorgio Gallione (2015-2016)
- Le verdi colline dell'Africa, con Giorgio Tirabassi (2024)

## Programmi televisivi
- Proffimamente non stop (1987)
- L'araba fenice (1988)
- Ovidio (1989)
- La TV delle ragazze (1989)
- I fatti vostri (1990-1991)
- Avanzi (1991-1993)
- Tunnel (1994)
- Pippo Chennedy Show (1997)
- La posta del cuore (1998)
- L'ottavo nano (2001)
- Raiot - Armi di distrazione di massa (2003)
- Un due tre stella (2012)
- Piazzapulita (2016)
- La TV delle ragazze - Gli Stati Generali 1988-2018 (2018)

## Libri
- Mi consenta una riflessione (anche se non è il mio ramo), con CD, Milano, Baldini & Castoldi, 1995. ISBN 88-85988-73-3.
- Il diario di Sabna Guzz, con VHS Una ragazza terra e sapone, Torino, Einaudi, 2003. ISBN 88-06-16712-X.
- Reperto RaiOt, con DVD, Milano, BUR senzafiltro, 2005. ISBN 88-17-00582-7.
- Viva Zapatero! Un documentario satirico, Milano, BURsenzafiltro, 2005. ISBN 88-17-00775-7.
- Le ragioni dell'aragosta, con 2 DVD, Milano, BUR senzafiltro, 2008. ISBN 978-88-17-02251-4.
- Vilipendio, con DVD, Milano-Roma, BUR Rizzoli-Ambra Jovinelli, 2009. ISBN 978-88-17-03244-5.
- 2119. La disfatta dei Sapiens, Harper Collins Italia, 2021. ISBN 978-88-69-05826-4.
- ANonniMus. Vecchi rivoluzionari contro giovani robot, Harper Collins Italia, 2023. ISBN 9791259852564

## Discografia
- 1995 – Troppo sole (Rossodisera Records, RDS 478543-2)

## Web
- TG PORCO: Informazione e Vendetta, 35 puntate (2015-2016)